# Rodolfo Caccavo
Rodolfo Fortunato Caccavo Baldi (* 24. Oktober 1927 in Piñeiro; † 7. Februar 1958 in Buenos Aires) war ein argentinischer Radrennfahrer.

## Sportliche Laufbahn
Caccavo war im Bahnradsport und im Straßenradsport aktiv. Er war Teilnehmer der Olympischen Sommerspiele 1952 in Helsinki. Der Bahnvierer aus Argentinien wurde mit Pedro Salas, Óscar Pezoa, Óscar Giacché und Rodolfo Caccavo in der Mannschaftsverfolgung auf dem 9. Rang klassiert.
Bei den Panamerikanischen Spielen 1951 holte er in Buenos Aires die Goldmedaille in der Mannschaftsverfolgung. Im Einzelzeitfahren wurde er Dritter. Das Eintagesrennen Apertura CC La Nación Mercedes gewann er 1955. 1956 war er im traditionsreichen Clásica del Oeste-Doble Bragado erfolgreich.
Im Sechstagerennen von Buenos Aires 1956 belegt er mit Antonio Alexandre als Partner den zweiten Platz.